# ببخشید!
ببخشید! نام یک مجموعه تلویزیونی ایرانی به کارگردانی «سیروس قهرمانی» است که در سال ۱۳۵۴ تولید و به‌عنوان برنامۀ ویژۀ نوروز ۱۳۵۵ از تلویزیون ملی ایران پخش شد.

## خلاصه داستان
مسائل روزمرهٔ اجتماعی، دست‌مایهٔ این مجموعه طنز تلویزیونی بود که به صورت میان‌پرده‌های ۲۰-۱۰ دقیقه‌ای پخش شد.

### گزیدۀ بازیگران
- فرخ‌لقا هوشمند
- پروین سلیمانی
- شیوا موسوی
- شرمینه
- محمود قانع
- رحیم زمان
- جوادی
- چند خوانندهٔ کوچه‌بازاری